# 洛尔 (下莱茵省)
洛尔（法語：Lohr，法語發音：[lɔʁ]）是法国下莱茵省的一个市镇，属于萨韦尔讷区。

## 地理
洛尔（48°51'27"N, 7°14'37"E）面积10.41 平方千米，位于法国大東部大區下莱茵省，该省份为法国大陆部分最东部的省份，是阿尔萨斯的一部分，今与上莱茵省组成了阿尔萨斯欧洲集体，其南至上莱茵省，西南接孚日省和默尔特-摩泽尔省，西接摩泽尔省，北与德国接壤，东侧沿莱茵河与德国相望。
与洛尔接壤的市镇（或旧市镇、城区）包括：比斯特、埃什堡、奥特维莱尔、佩泰尔斯巴克、拉珀蒂特皮埃尔、申堡、锡维莱尔。

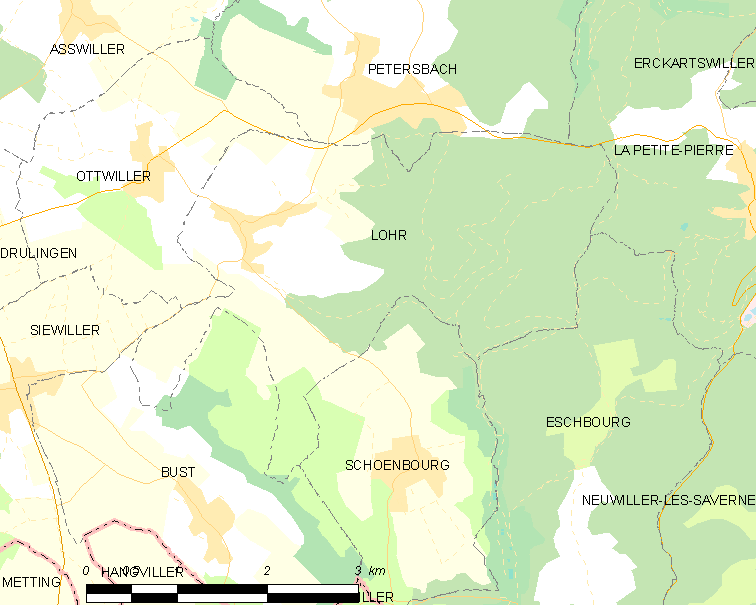
的OSM定位图

洛尔的时区为UTC+01:00、UTC+02:00（夏令时）。

## 行政
洛尔的邮政编码为67290，INSEE市镇编码为67273。

## 政治
洛尔所属的省级选区为英维莱尔县。

## 人口

1962-2008年间人口变化图示

洛尔于2022年1月1日时的人口数量为468人。